# Padre provinciale (personaggio)
Il Padre provinciale è un personaggio immaginario presente ne I promessi sposi, romanzo di Alessandro Manzoni.

## Biografia del personaggio
L'uomo, di cui non si conosce il nome anagrafico, è il superiore della provincia ecclesiastica dei cappuccini alla quale appartiene il padre Cristoforo.
In un colloquio col Conte zio, per evitare il rischio di un conflitto tra l'Ordine francescano e la nobiltà lombarda, accetta di trasferire fra Cristoforo a Rimini come predicatore. Il colloquio occupa la prima parte del cap. XIX dei Promessi sposi ed è considerato uno dei più celebri del romanzo: in particolare per il suo incipit ("due potestà, due canizie, due esperienze consumate") definito da Luigi Russo ironicamente epico, e in realtà preparatorio di un "misfatto elegante e farisaicamente onesto"; e soprattutto per il citatissimo "sopire, troncare, padre molto reverendo, troncare, sopire", che abbassa definitivamente le difese d'ufficio del padre provinciale.

## Analisi del personaggio
Il personaggio del padre riveste anche per molti critici un ruolo chiave per decifrare la complessa religiosità manzoniana e i suoi rapporti col Cristianesimo e con la chiesa. In particolare Donadoni lo definisce "il superiore tipo, l'uomo salito in dignità per la sua dappocaggine... non impersona un'idea, ma esercita una funzione: e in quella funzione è tutto. Della morale cristiana non pensa più altamente del dottor Azzeccagarbugli. Quella morale non deve penetrare, molesta, nella vita: la parola di Cristo deve restare sui pulpiti... e tocca a lui fare che un cristiano ingenuo non trovi modo né tempo che quella parola fruttifichi... è il cattolicesimo che protesta contro il cristianesimo".
Il già citato Donadoni scrive anche che "per questo fariseo la pace dell'ordine è troppo più importante dello spirito del Vangelo [....]. Codardo e servile, [...] il Provinciale ardisce di insistere: perché non c'è solamente da salvare il prestigio della casta nobiliare, ma anche il prestigio del convento. [...] L'essenziale è che siano salvi tutti i decori, tutti i prestigi e tutte le menzogne".
Policarpo Petrocchi ironizza sulla diplomazia del padre provinciale ("anche il padre sarà stato fratello di qualche conte zio e sa far la sua parte"). Giovanni Getto vede invece il padre provinciale avvolto da "una luce di dignità" che non lo salva però dalla condanna manzoniana; Attilio Momigliano nota la differenza tra lo stile "dozzinale" e "da caporale della politica" del conte zio rispetto a quello "aristocratico" del padre provinciale; Angelo Stella vede un'implicita condanna manzoniana della "raffinatezza diplomatica dell'uomo di chiesa".